# Phnum Srok
Phnum Srok es uno de los ocho distritos que forman la provincia camboyana de Banteay Mean Chey, con una población estimada en marzo de 2008 de 46 935 habitantes. Está dividido en las siguientes  comunas (khum), que se muestran asimismo con población estimada de 2008:
- Nam Tau 10,032
- Paoy Char 9,411
- Phnum Dei 7,385
- Ponley 11,115
- Spean Sraeng 3,183
- Srah Chik 5,809[1]